# Hussain Korshi
Hussain Korshi (ur. ?) – saudyjski piłkarz występujący podczas kariery na pozycji napastnika.

## Kariera reprezentacyjna
Hussain Korshi występował w reprezentacji Arabii Saudyjskiej w latach dziewięćdziesiątych.
W 1995 uczestniczył w Pucharze Konfederacji. Na tym turnieju wystąpił w przegranym 0-2 meczu z Danią. 